# Hvoșciove, Șîșakî
Hvoșciove (în ucraineană Хвощове) este un sat în așezarea urbană Șîșakî din regiunea Poltava, Ucraina.

## Demografie
Componența lingvistică a localității Hvoșciove
     Ucraineană (94,39%)
     Rusă (3,63%)
     Alte limbi (1,32%)
Conform recensământului din 2001, majoritatea populației localității Hvoșciove era vorbitoare de ucraineană (94,39%), existând în minoritate și vorbitori de rusă (3,63%).